# Zinder
Zinder (în limba locală Damagaram) este un oraș din Niger.

## Localizare
Orașul este situat în partea de est a Republicii Niger, la o distanță de 800 km est de Niamey și 300 km nord de orașul Kano din Nigeria, pe o veche rută comercială care leagă Africa Subsahariană de Africa Neagră.
Este al doilea oraș din țară ca mărime demografică și totodată reședința departamentului Zinder.

## Cartiere
Orașul cuprinde 3 zone principale și anume:
- Birni - orașul vechi, în care se regăsesc Marea Moschee din Zinder, Palatul Sultanului și muzeul.
- Zengou - vechea așezare a populației Hausa, cunoscut pentru arhitectura sa vernaculară. Zengou a fost capitala unui stat musulman între secolele al XVI-lea și al XIX - lea.
- Sabon Gari - orașul nou, care este localizat între Birni și Zengou, este un important centru comercial, elementul central îl constituie piața.

Tendința actuală a orașului este de a se extinde către vest și nord (cartierul Karkada).
Alte cartiere ale orașului sunt Garim Mallam și Gawon Koliia.

## Demografie
Evoluția numărului de locuitori la recensăminte:
- 1977:  53 914 loc.
- 1988: 119 827 loc.
- 2001: 170 574 loc.

## Istoric
Denumirea locală de 'Damagaram' este cea originală și este în strânsă legătură cu existența unui stat islamic, al cărei capitală era Zinderul de astăzi.

Anul 1899 marchează cucerirea orașului de către francezi, fapt petrecut în timpul sultanului Tanimun (Amadou Kourandaga). 
În timpul celui de-al Doilea Război Mondial au loc ciocniri între francezi și tuaregi, în încercarea nereușită a acestora din urmă de a prelua din nou puterea.

În prima jumătate a secolului XX, populația orașului crește spectaculos ca urmare a instalării comercianților nomazi din zonă.
Între anii 1922-1926, Zinder a fost capitala coloniei franceze a Nigerului.

## Transporturi
Zinder este deservit de un aeroport de interes local (cod ICAO: DRZR, cod IATA: ZND). Suprafața de aterizare este acoperită cu asfalt, iar lungimea pistei este de 1825 m.